# فيكتور موراليس (دراج)
فيكتور موراليس هو دراج إكوادوري، ولد في 1 نوفمبر 1943 في أمباتو في الإكوادور.

## وصلات خارجية
- فيكتور موراليس على موقع إحصائيات الدراجات الإحترافية (الإنجليزية)
- فيكتور موراليس على موقع أوليمبيديا (الإنجليزية)